# Lidbeckia
Lidbeckia es un género de plantas pertenecientes a la familia Asteraceae. Comprende 10 especies descritas y solo 2 aceptadas.

## Taxonomía
El género fue descrito por Peter Jonas Bergius y publicado en Descriptiones Plantarum ex Capite Bonae Spei, ... 306. 1767.

## Especies aceptadas
A continuación se brinda un listado de las especies del género Lidbeckia aceptadas hasta junio de 2012, ordenadas alfabéticamente. Para cada una se indica el nombre binomial seguido del autor, abreviado según las convenciones y usos:
- Lidbeckia pectinata P.J.Bergius
- Lidbeckia quinqueloba (L.f.) Cass.